# Distrito de Santa María de Chicmo
El Distrito de Santa María de Chicmo es uno de los 19 distritos de la Provincia de Andahuaylas  ubicada en el departamento de Apurímac, bajo la administración del Gobierno regional de Apurímac, en el sur del Perú.
Desde el punto de vista jerárquico de la Iglesia católica forma parte de la Diócesis de Abancay la cual, a su vez, pertenece a la Arquidiócesis de Cusco.

## Historia del distrito
El distrito fue creado mediante Ley No.15258 del 11 de diciembre de 1964, durante el gobierno de Fernando Belaúnde.
El primer alcalde y fundador del distrito fue Agapito Peralta Gutierrez, dirigió su distrito con entera pasión y se preocupo por el desarrollo y bienestar de los pobladores.

## Población
De acuerdo al último censo nacional, el distrito de Chicmo tiene una población de 8 570 habitantes.

## Superficie
El distrito tiene un área de 162,14 km².

## Autoridades

### Municipales
- - Alcalde: ROMMEL SAYAGO GUTIERREZ GESTIÓN 2023 - 2026.

## Festividades
- Julio 16: Virgen del Carmen.
- Diciembre 11: Aniversario Del Distrito.